# Fúrcula

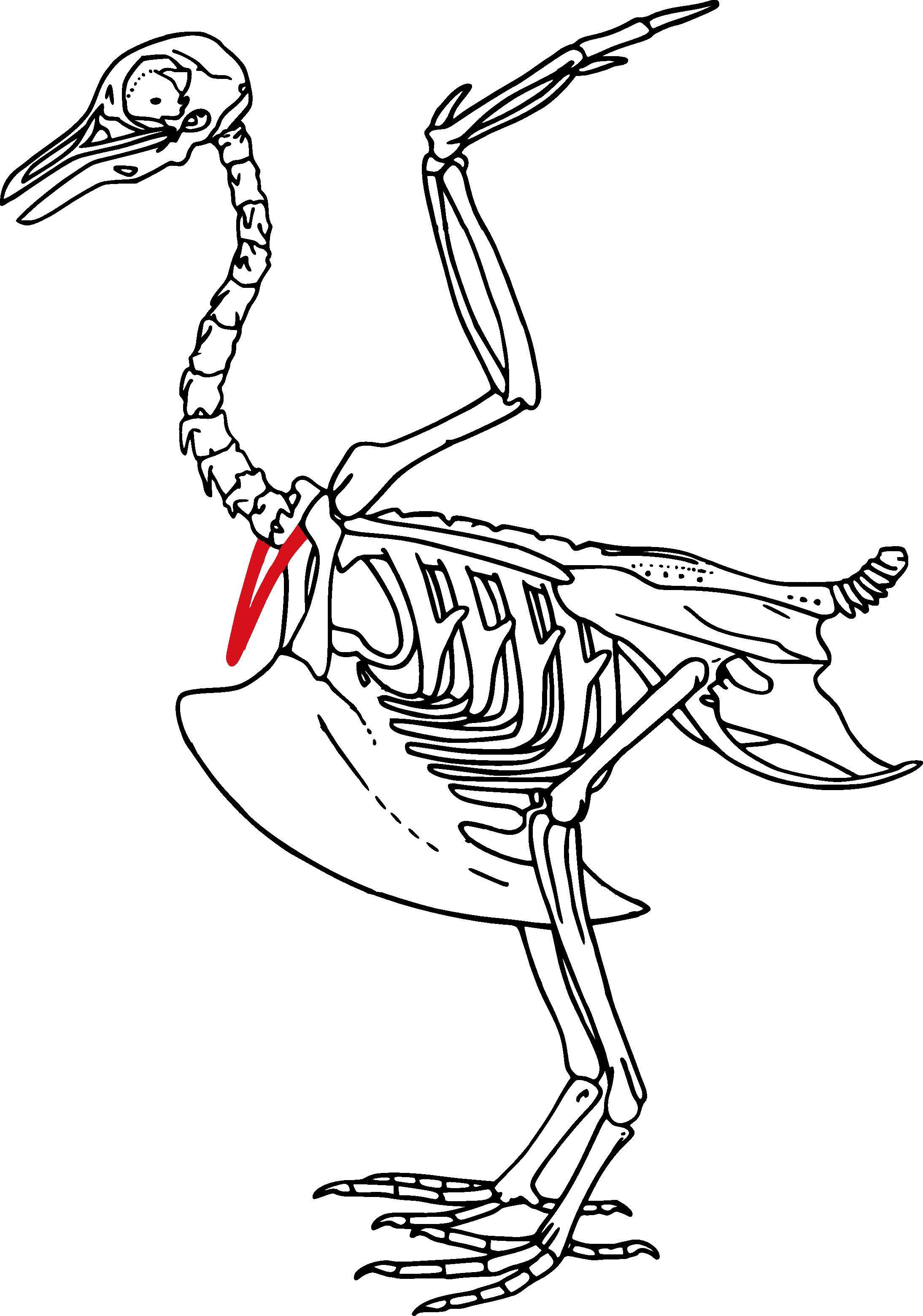
Este esqueleto de ave estilizado evidencia a fúrcula.

A fúrcula (também conhecida por "osso da sorte" ou osso do peito) é um osso bifurcado encontrado em aves e dinossauros terópodes, formado pela fusão das duas clavículas. Nas aves tem como função reforçar o esqueleto torácico para que possa suportar os rigores do voo.
Os seguintes terópodes apresentam fúrculas: Aves, Dromaeosauridae, Oviraptor, Tyrannosaurus, Troodon, Coelophysis, Allosaurus.

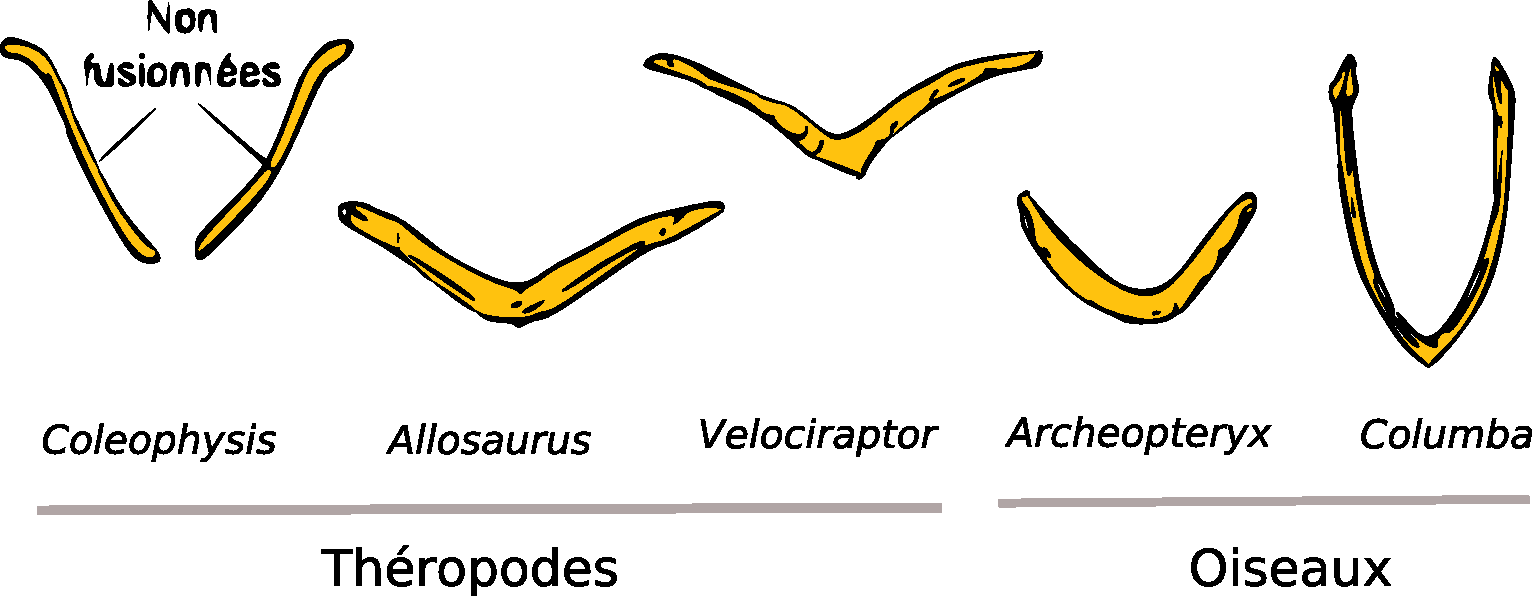
Evolução da fúrcula.